# Belloy-Saint-Léonard
Pour les articles homonymes, voir Belloy (homonymie) et Saint-Léonard.
Belloy-Saint-Léonard est une commune française située dans le département de la Somme en région Hauts-de-France.
C'est le village natal de Philippe Leclerc de Hautecloque, plus connu sous le nom de Général Leclerc, Maréchal français ayant notamment participé à la Libération de la France durant la Seconde Guerre mondiale.

## Géographie

### Localisation
Belloy-Saint-Léonard est un village picard du Vimeu.
À vol d'oiseau, la localité est située à 7 km au sud-ouest d'Airaines, 23 km au sud-est d'Abbeville et à 28 km à l'ouest d'Amiens.
Le territoire de la commune est limitrophe de ceux de sept communes.
Les communes limitrophes sont  Avelesges, Avesnes-Chaussoy, Dromesnil, Hornoy-le-Bourg, Métigny, Warlus et Étréjust.

### Hydrographie
La commune est située dans le bassin Artois-Picardie. Elle n'est drainée par aucun cours d'eau.

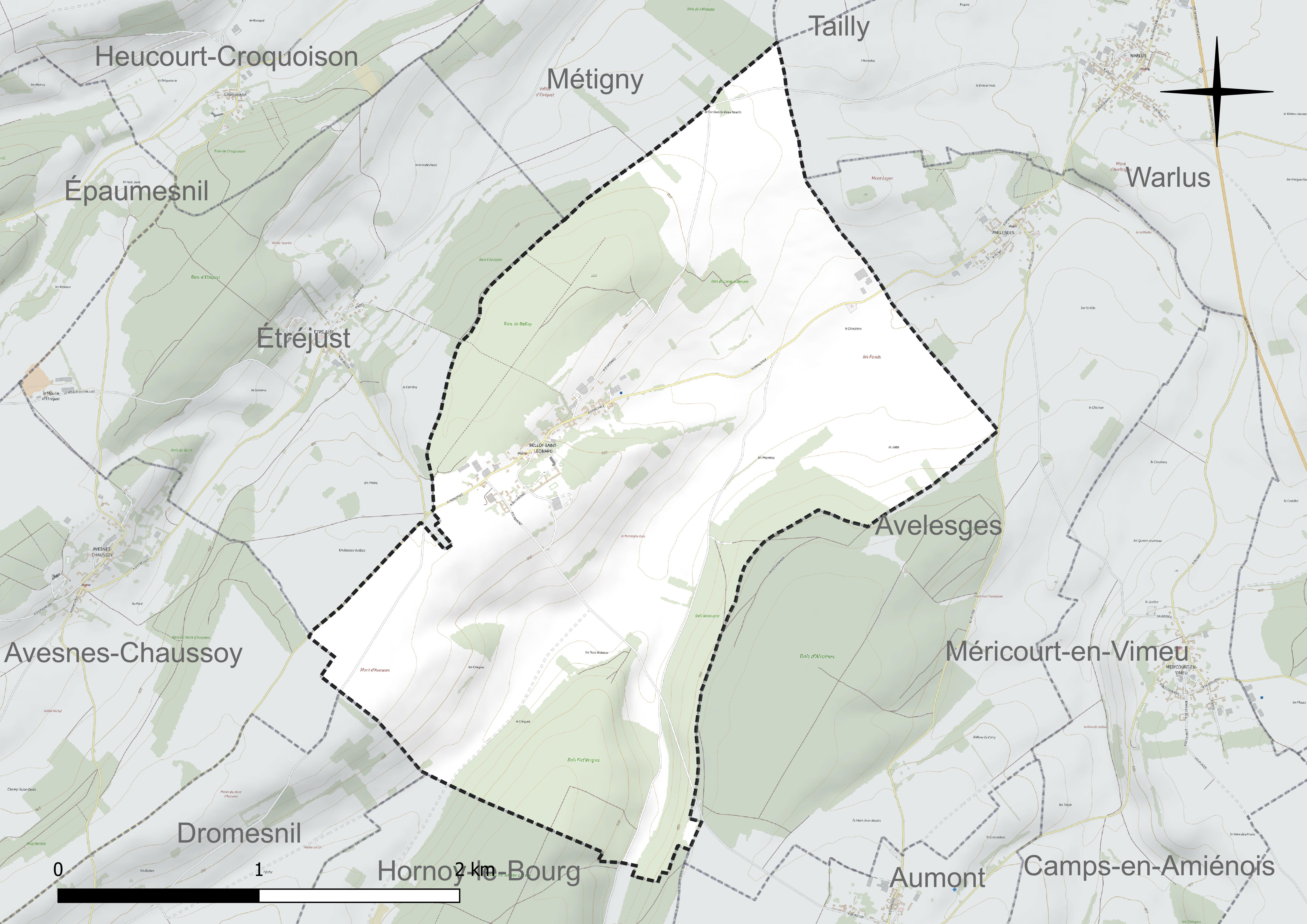
Réseau hydrographique de Belloy-Saint-Léonard.

### Climat
Pour des articles plus généraux, voir Climat des Hauts-de-France et Climat de la Somme.
En 2010, le climat de la commune est de type climat océanique dégradé des plaines du Centre et du Nord, selon une étude du CNRS s'appuyant sur une série de données couvrant la période 1971-2000. En 2020, Météo-France publie une typologie des climats de la France métropolitaine dans laquelle la commune est exposée à un climat océanique et est dans la région climatique Côtes de la Manche orientale, caractérisée par un faible ensoleillement (1 550 h/an) ; forte humidité de l'air (plus de 20 h/jour avec humidité relative > 80 % en hiver), vents forts fréquents.
Pour la période 1971-2000, la température annuelle moyenne est de 10,2 °C, avec une amplitude thermique annuelle de 13,7 °C. Le cumul annuel moyen de précipitations est de 780 mm, avec 12,8 jours de précipitations en janvier et 8,5 jours en juillet. Pour la période 1991-2020, la température moyenne annuelle observée sur la station météorologique la plus proche, située sur la commune d'Oisemont à 11 km à vol d'oiseau, est de 11,1 °C et le cumul annuel moyen de précipitations est de 801,4 mm,. Pour l'avenir, les paramètres climatiques de la commune estimés pour 2050 selon différents scénarios d'émission de gaz à effet de serre sont consultables sur un site dédié publié par Météo-France en novembre 2022.

## Urbanisme

### Typologie
Au 1er janvier 2024, Belloy-Saint-Léonard est catégorisée commune rurale à habitat dispersé, selon la nouvelle grille communale de densité à sept niveaux définie par l'Insee en 2022.
Elle est située hors unité urbaine. Par ailleurs la commune fait partie de l'aire d'attraction d'Amiens, dont elle est une commune de la couronne,. Cette aire, qui regroupe 369 communes, est catégorisée dans les aires de 200 000 à moins de 700 000 habitants,.

### Occupation des sols
L'occupation des sols de la commune, telle qu'elle ressort de la base de données européenne d'occupation biophysique des sols Corine Land Cover (CLC), est marquée par l'importance des territoires agricoles (66,2 % en 2018), une proportion identique à celle de 1990 (66,2 %). La répartition détaillée en 2018 est la suivante : 
terres arables (56,1 %), forêts (33,8 %), prairies (10,1 %). L'évolution de l'occupation des sols de la commune et de ses infrastructures peut être observée sur les différentes représentations cartographiques du territoire : la carte de Cassini (XVIIIe siècle), la carte d'état-major (1820-1866) et les cartes ou photos aériennes de l'IGN pour la période actuelle (1950 à aujourd'hui).

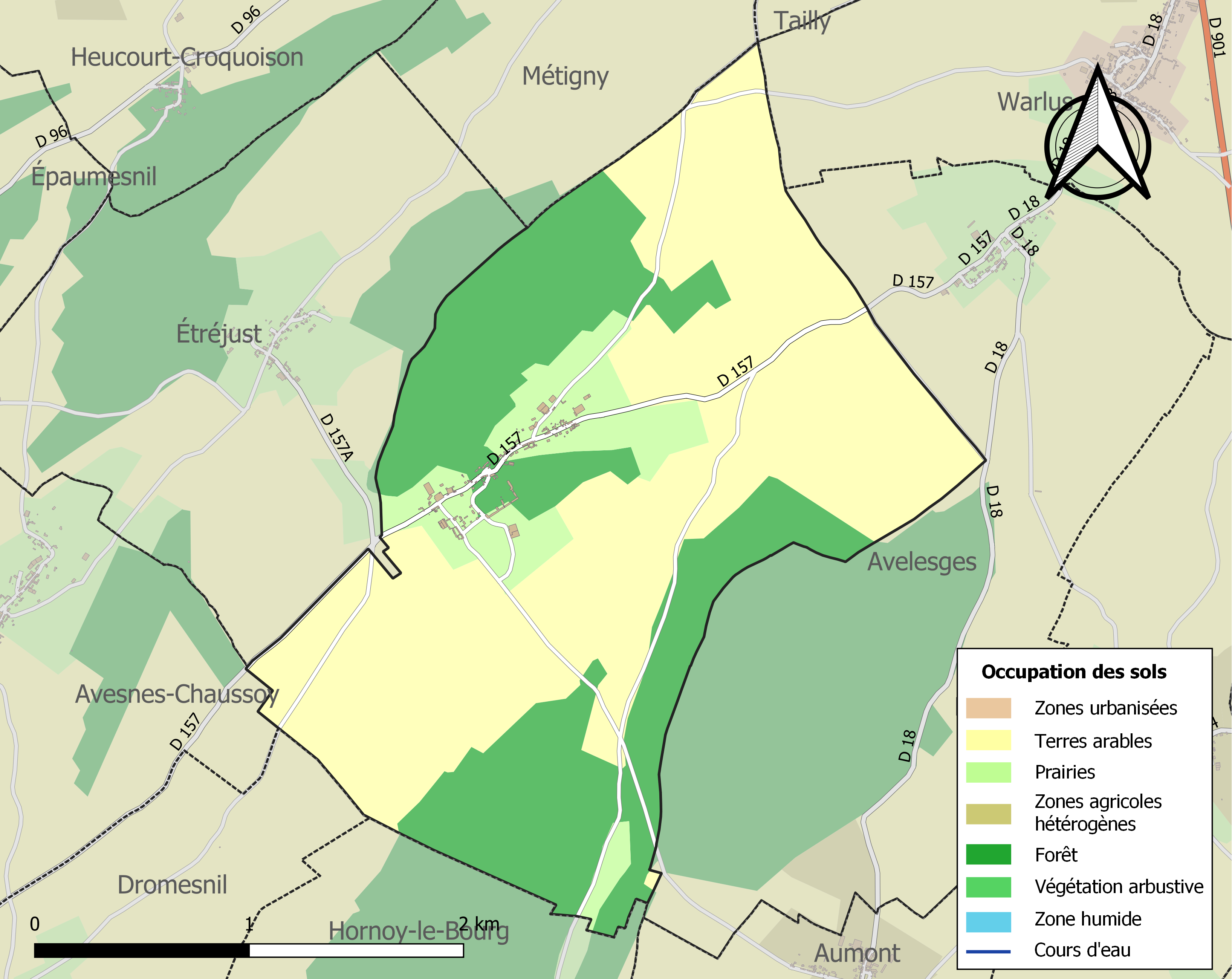
Carte des infrastructures et de l'occupation des sols de la commune en 2018 (CLC).

## Toponymie
Le nom de la localité est attesté sous la forme Beeloi (1183.) ; Beeloy (1184.) ; Belloy-Saint-Liénard (1507.) ; Belloy (1646.) ; St.-Liénard (1646.) ; Belloi-Saint-Lienard (1733.) ; Belloy-Saint-Léonard (1757.) ; Belloi S. Leonard (1778.).
Le nom Belloy proviendrait du latin bidolidum, composé de betula, bouleau et du suffixe etum, ensemble de végétaux.
Saint-Léonard est un hagiotoponyme qui fait, certainement, allusion à l'évêque Saint Leudeuald (Léodowald) d'Avranches (v. 540-v. 630), souvent nommé par erreur Saint Léonard.

## Politique et administration

### Rattachements administratifs et électoraux
La commune se trouve dans l'arrondissement d'Amiens du département de la Somme. Pour l'élection des députés, elle fait partie depuis 2012 de la quatrième circonscription de la Somme.
Elle faisait partie depuis 1802 du canton de Hornoy-le-Bourg. Dans le cadre du redécoupage cantonal de 2014 en France, la commune est intégrée au canton de Poix-de-Picardie.

### Intercommunalité
La commune était membre de la communauté de communes du Sud-Ouest Amiénois (CCSOA), créée en 2004.
Dans le cadre des dispositions de la loi portant nouvelle organisation territoriale de la République du 7 août 2015, qui prévoit que les établissements publics de coopération intercommunale (EPCI) à fiscalité propre doivent avoir un minimum de 15 000 habitants, la préfète de la Somme propose en octobre 2015 un projet de nouveau schéma départemental de coopération intercommunale (SDCI) qui prévoit la réduction de 28 à 16 du nombre des intercommunalités à fiscalité propre du département.
Ce projet prévoit la « fusion des communautés de communes du Sud-Ouest Amiénois, du Contynois et de la région d'Oisemont », le nouvel ensemble de 37 412 habitants regroupant 120 communes,. À la suite de l'avis favorable de la commission départementale de coopération intercommunale en janvier 2016, la préfecture sollicite l'avis formel des conseils municipaux et communautaires concernés en vue de la mise en œuvre de la fusion.
La communauté de communes Somme Sud-Ouest (CC2SO), dont est désormais membre la commune, est ainsi créée au 1er janvier 2017.

### Liste des maires
| Période                                  | Période                       | Identité                     | Étiquette | Qualité                           |
| ---------------------------------------- | ----------------------------- | ---------------------------- | --------- | --------------------------------- |
| Les données manquantes sont à compléter. |                               |                              |           |                                   |
| ?                                        | ?                             | Comte Adrien de Hauteclocque |           | Châtelain de Belloy-Saint-Léonard |
| Les données manquantes sont à compléter. |                               |                              |           |                                   |
| mars 2001                                | 2014                          | Carlos Mouton                |           |                                   |
| 2014                                     | En cours (au 2 décembre 2020) | Jean-Paul Poiré              | DVD       | Réélu pour le mandat 2020-2026    |

## Population et société

### Démographie
L'évolution du nombre d'habitants est connue à travers les recensements de la population effectués dans la commune depuis 1793. Pour les communes de moins de 10 000 habitants, une enquête de recensement portant sur toute la population est réalisée tous les cinq ans, les populations de référence des années intermédiaires étant quant à elles estimées par interpolation ou extrapolation. Pour la commune, le premier recensement exhaustif entrant dans le cadre du nouveau dispositif a été réalisé en 2008.

En 2022, la commune comptait 84 habitants, en évolution de −9,68 % par rapport à 2016 (Somme : −1,26 %, France hors Mayotte : +2,11 %).
| 1793 | 1800 | 1806 | 1821 | 1831 | 1836 | 1841 | 1846 | 1851 |
| ---- | ---- | ---- | ---- | ---- | ---- | ---- | ---- | ---- |
| 325  | 249  | 384  | 284  | 260  | 246  | 247  | 241  | 231  |

| 1856 | 1861 | 1866 | 1872 | 1876 | 1881 | 1886 | 1891 | 1896 |
| ---- | ---- | ---- | ---- | ---- | ---- | ---- | ---- | ---- |
| 223  | 215  | 215  | 204  | 194  | 176  | 171  | 177  | 180  |

| 1901 | 1906 | 1911 | 1921 | 1926 | 1931 | 1936 | 1946 | 1954 |
| ---- | ---- | ---- | ---- | ---- | ---- | ---- | ---- | ---- |
| 165  | 158  | 155  | 136  | 139  | 140  | 124  | 108  | 135  |

| 1962 | 1968 | 1975 | 1982 | 1990 | 1999 | 2006 | 2008 | 2013 |
| ---- | ---- | ---- | ---- | ---- | ---- | ---- | ---- | ---- |
| 134  | 103  | 113  | 107  | 97   | 102  | 91   | 88   | 93   |

| 2018 | 2022 | - | - | - | - | - | - | - |
| ---- | ---- | - | - | - | - | - | - | - |
| 91   | 84   | - | - | - | - | - | - | - |

### Enseignement

L'école
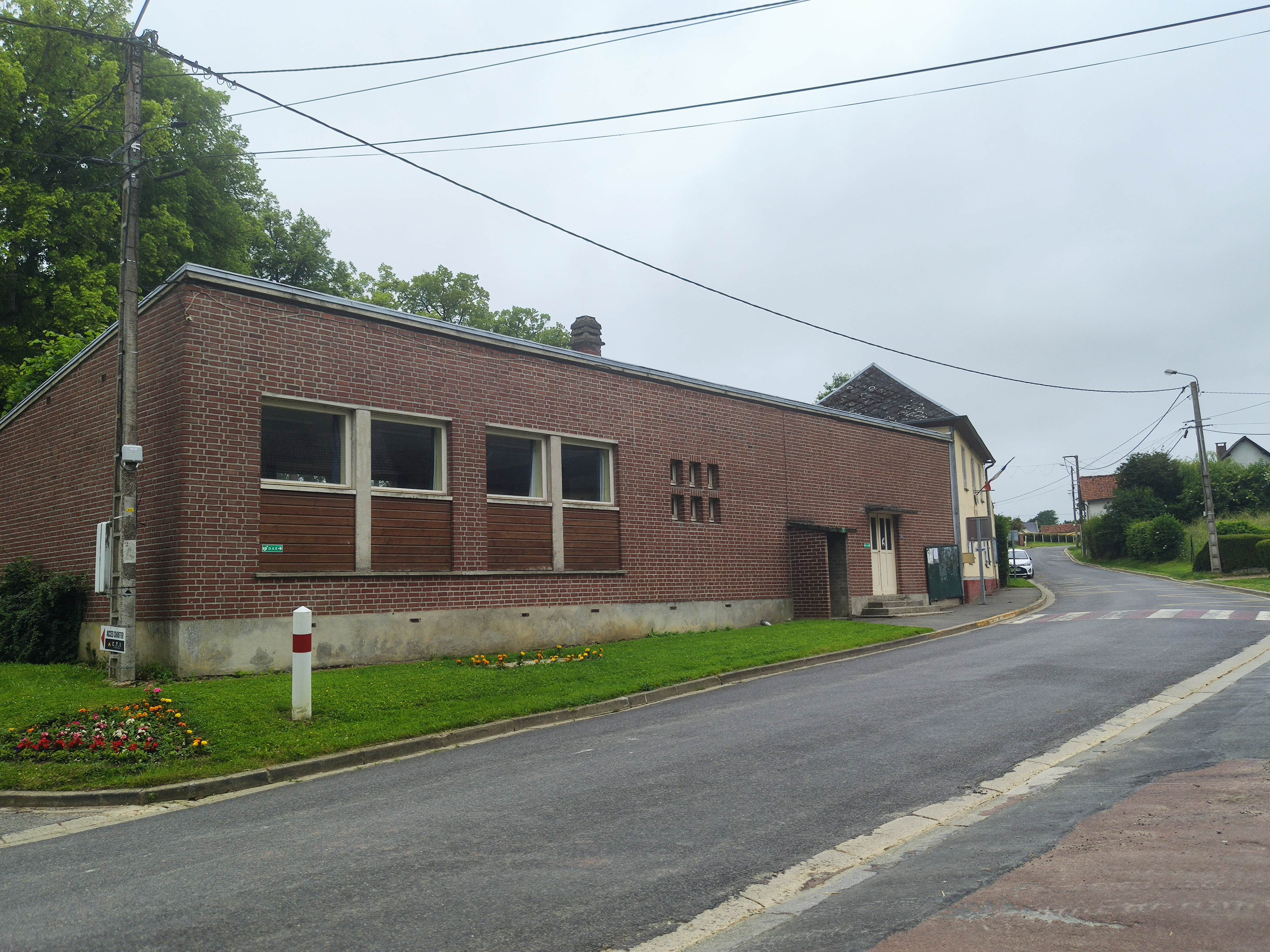
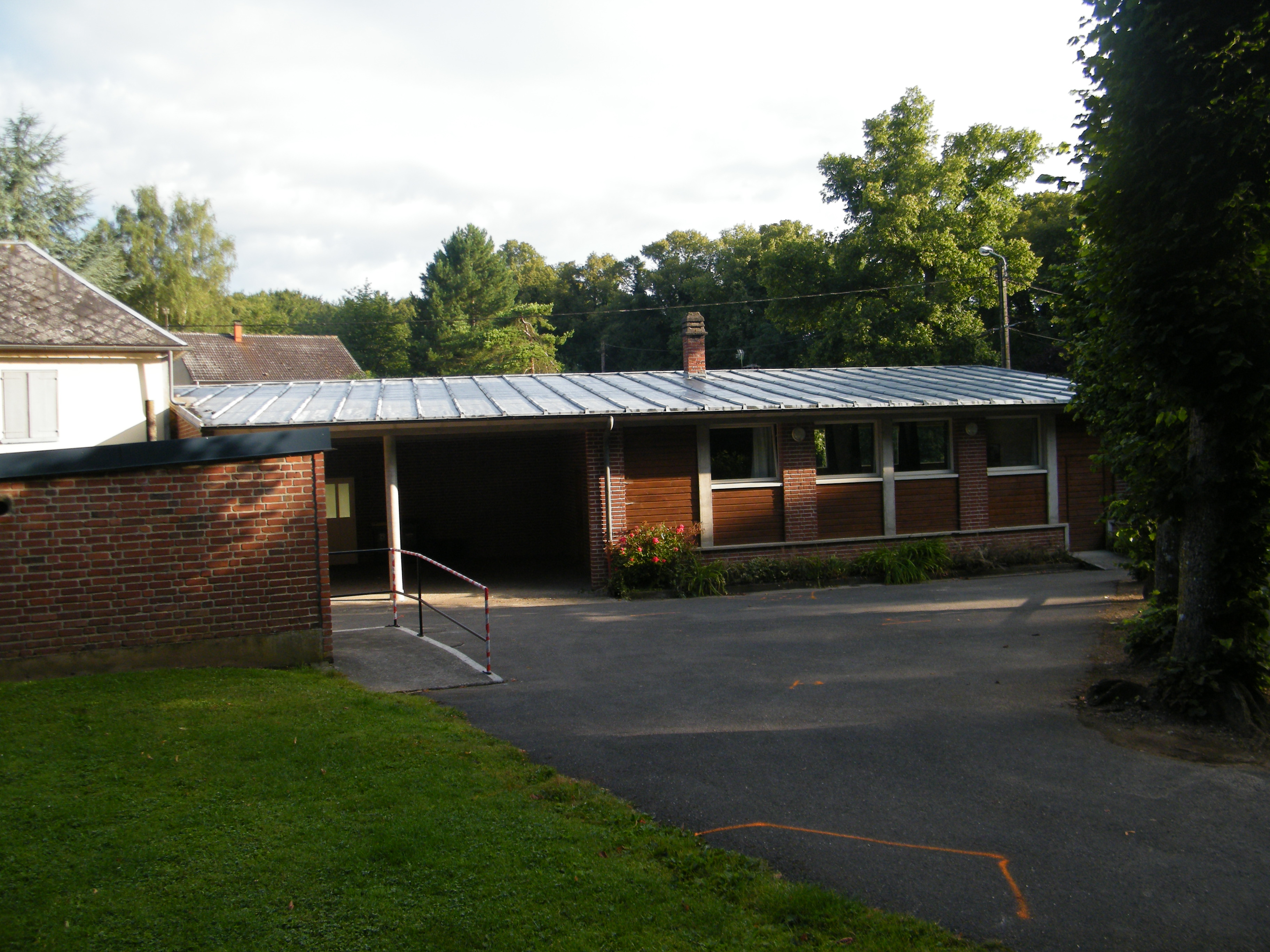

## Culture locale et patrimoine

### Lieux et monuments
- Château de Belloy-Saint-Léonard, construit au XVIIIe siècle par la famille Roussel de Belloy. Le château appartenait aux ancêtres des actuels occupants depuis la fin du XVIIe siècle et, par des héritages successifs, à la famille de Hauteclocque depuis 1859 et notamment était  la demeure des parents du futur maréchal Leclerc de Hauteclocque, qui y est né. Inscrit aux Monuments historiques depuis 1986 et est entouré d'un parc de 9 ha et d'une forêt de 100 ha[29],[30].

Le château de Belloy-Saint-Léonard
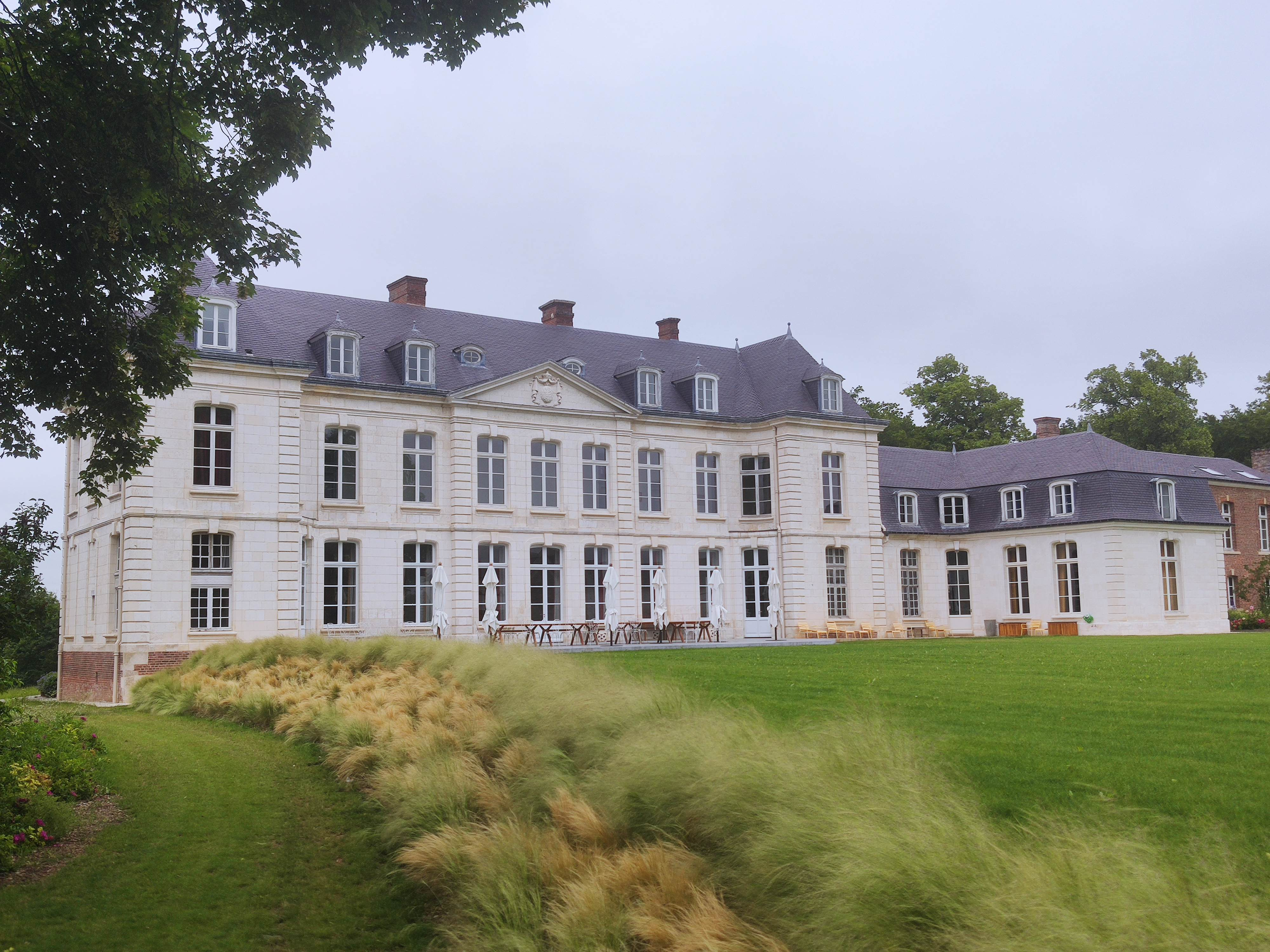
Façade principale
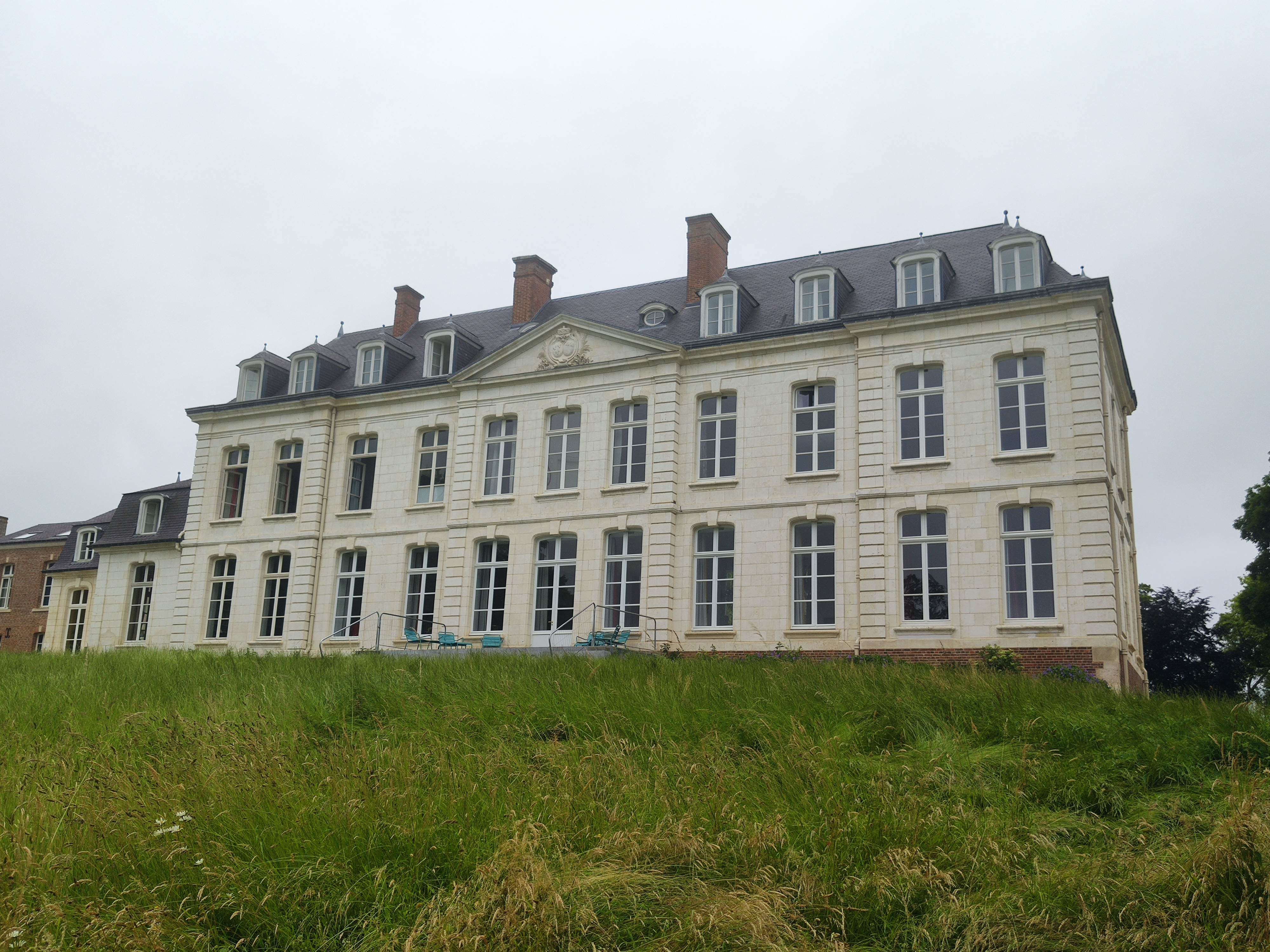
Façade arrière
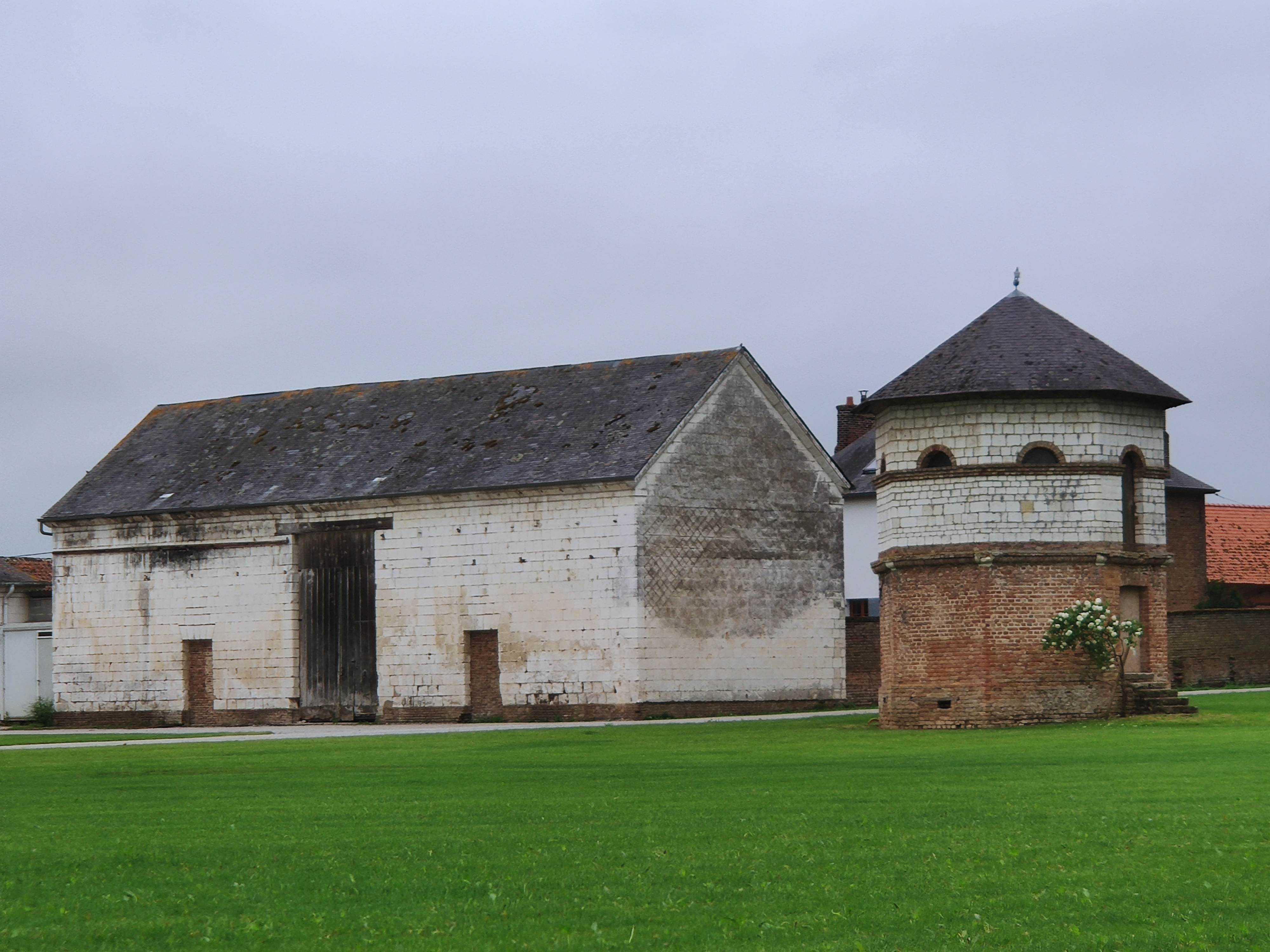
Communs et pigeonnier
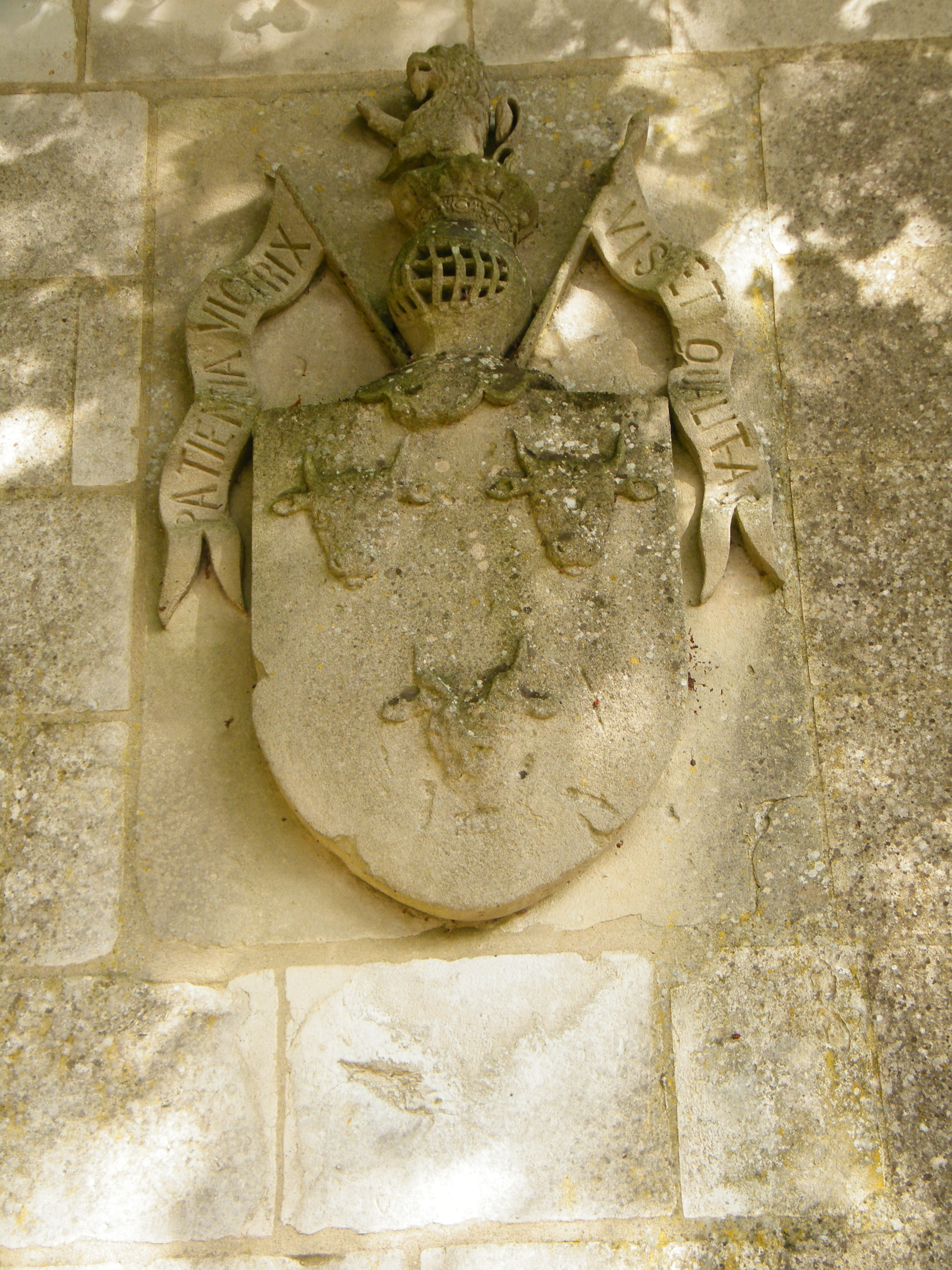
Armoirie, sur le pilier d'entrée du château
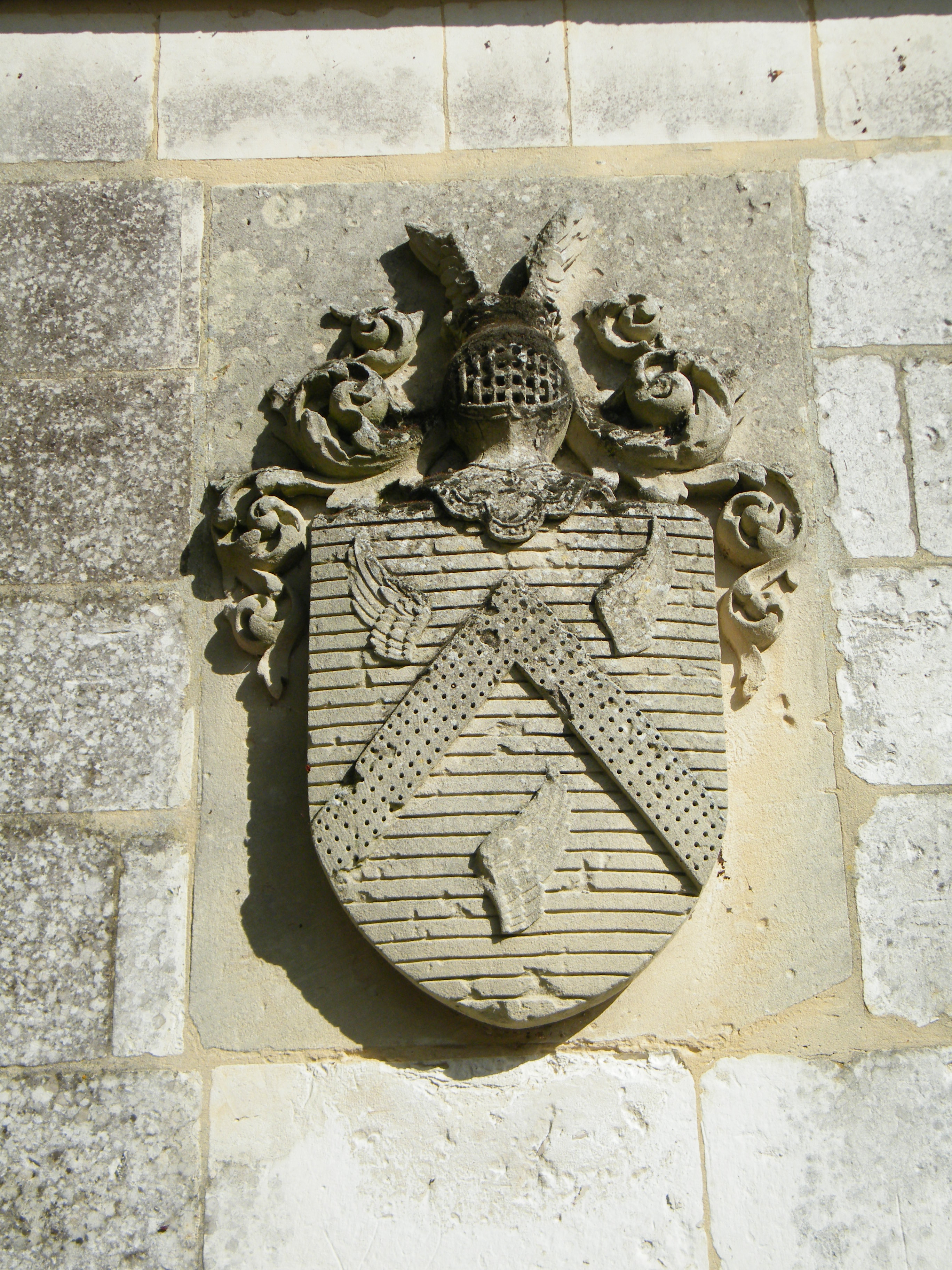
Armoirie, sur le pilier d'entrée du château
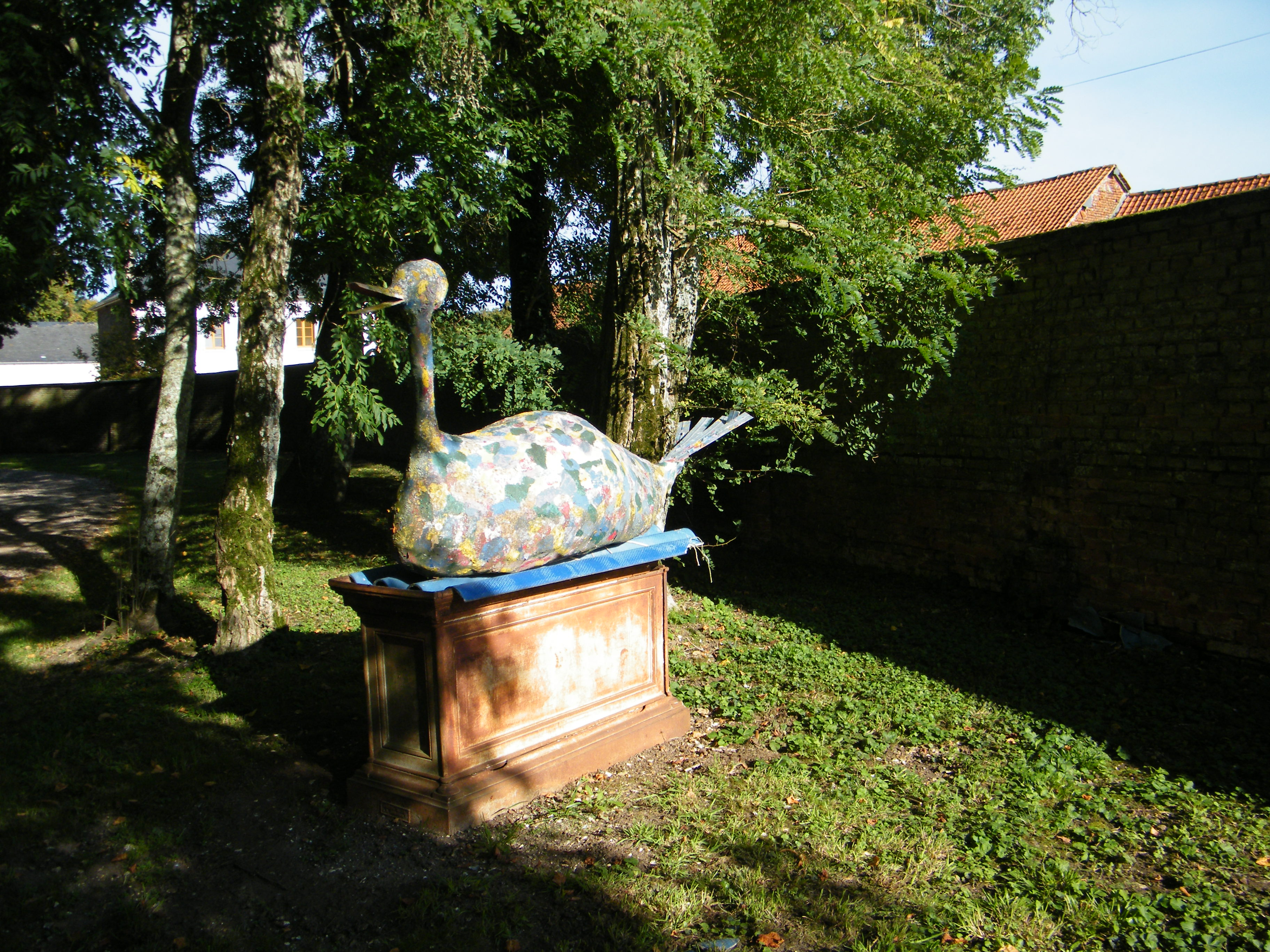
Décoration, à l'entrée du château en 2007

- Église Saint-Léonard. Des hauts-reliefs de Valentin Molliens (Jeanne-d'Arc, au-dessus du porche, stèle-monument aux morts et stèle à Philippe de Hauteclocque, Maréchal Leclerc) ornent l'église[31]

L'église Saint-Léonard
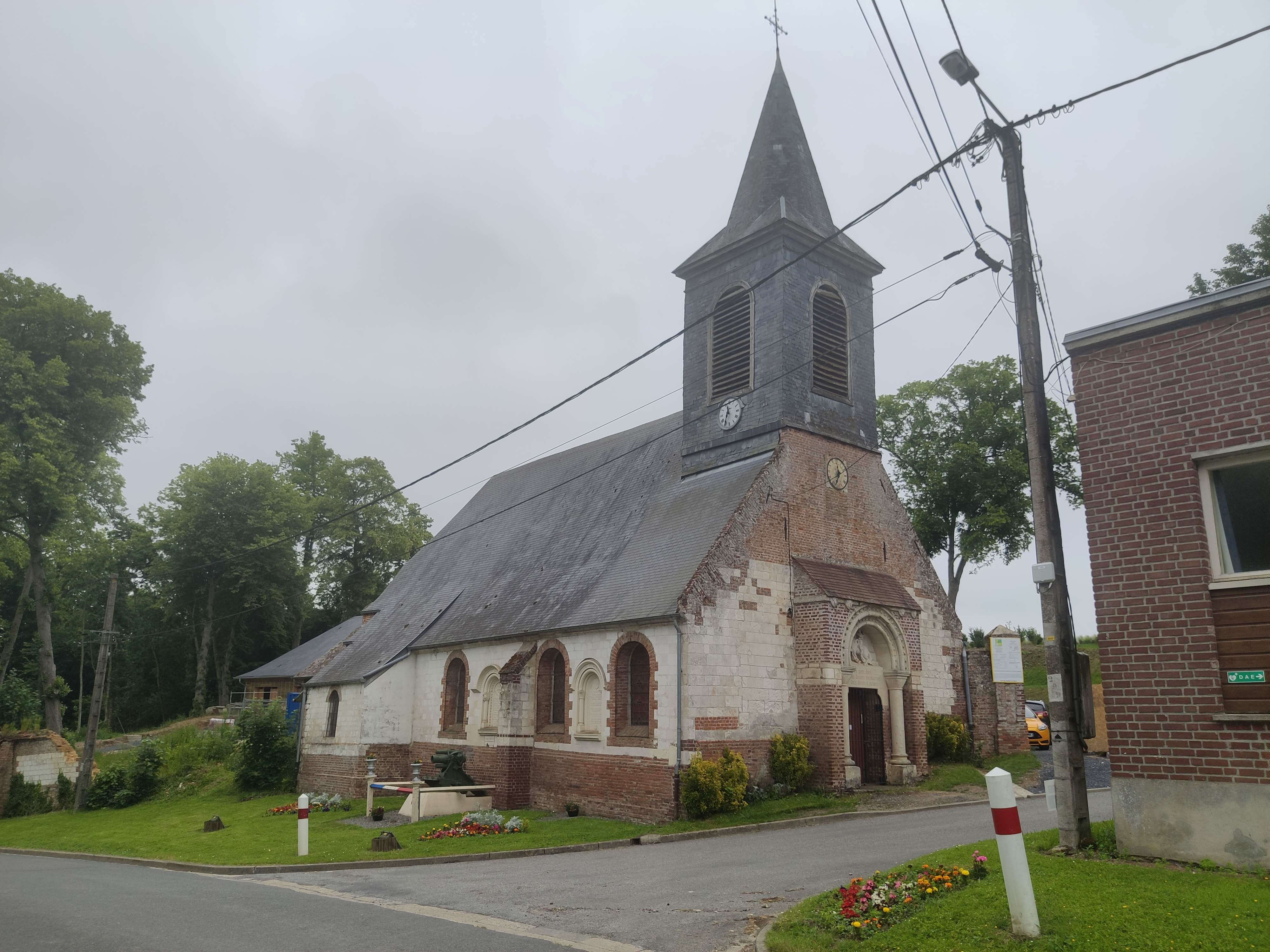
L'église Saint-Léonard.
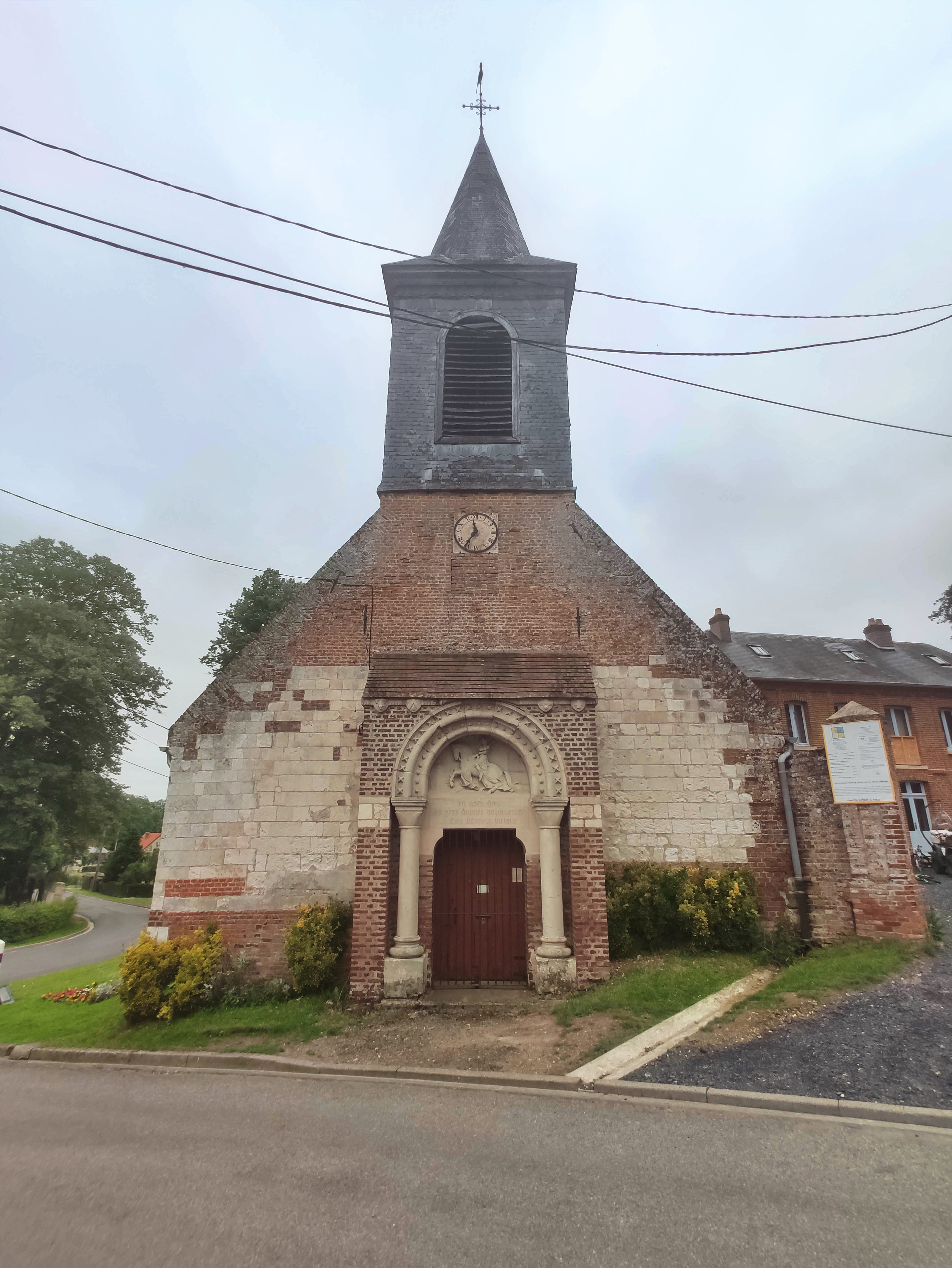
Façade de l'église
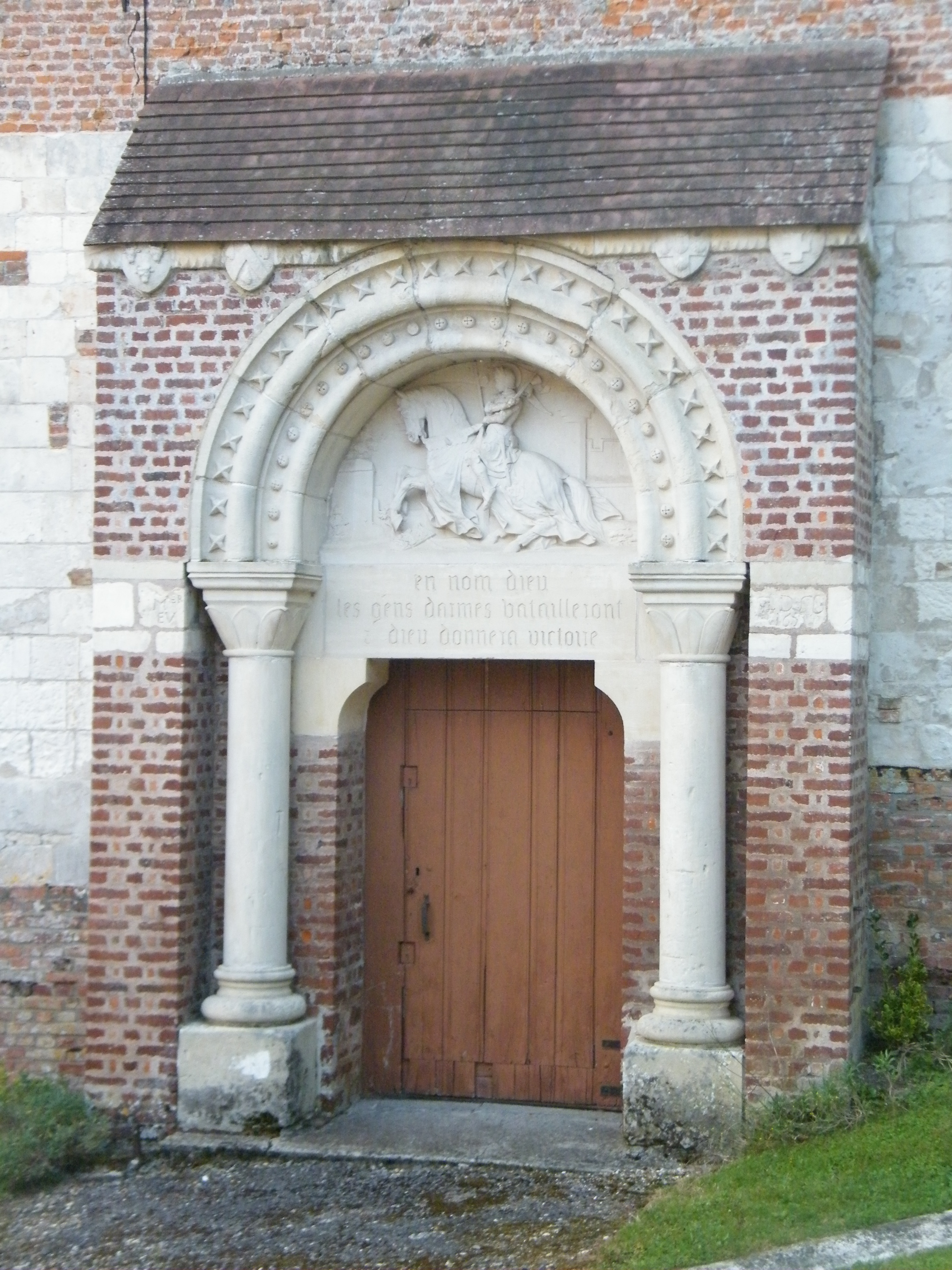
Portail de l'église surmonté d'une Jeanne d'Arc de Valentin Molliens

- Chapelle Saint-Joseph, au cimetière. La chapelle primitive est datée du XIIIe siècle. Autrefois munie d'un clocheton, elle sert de sépulture à la famille du baron de Morgan[32].

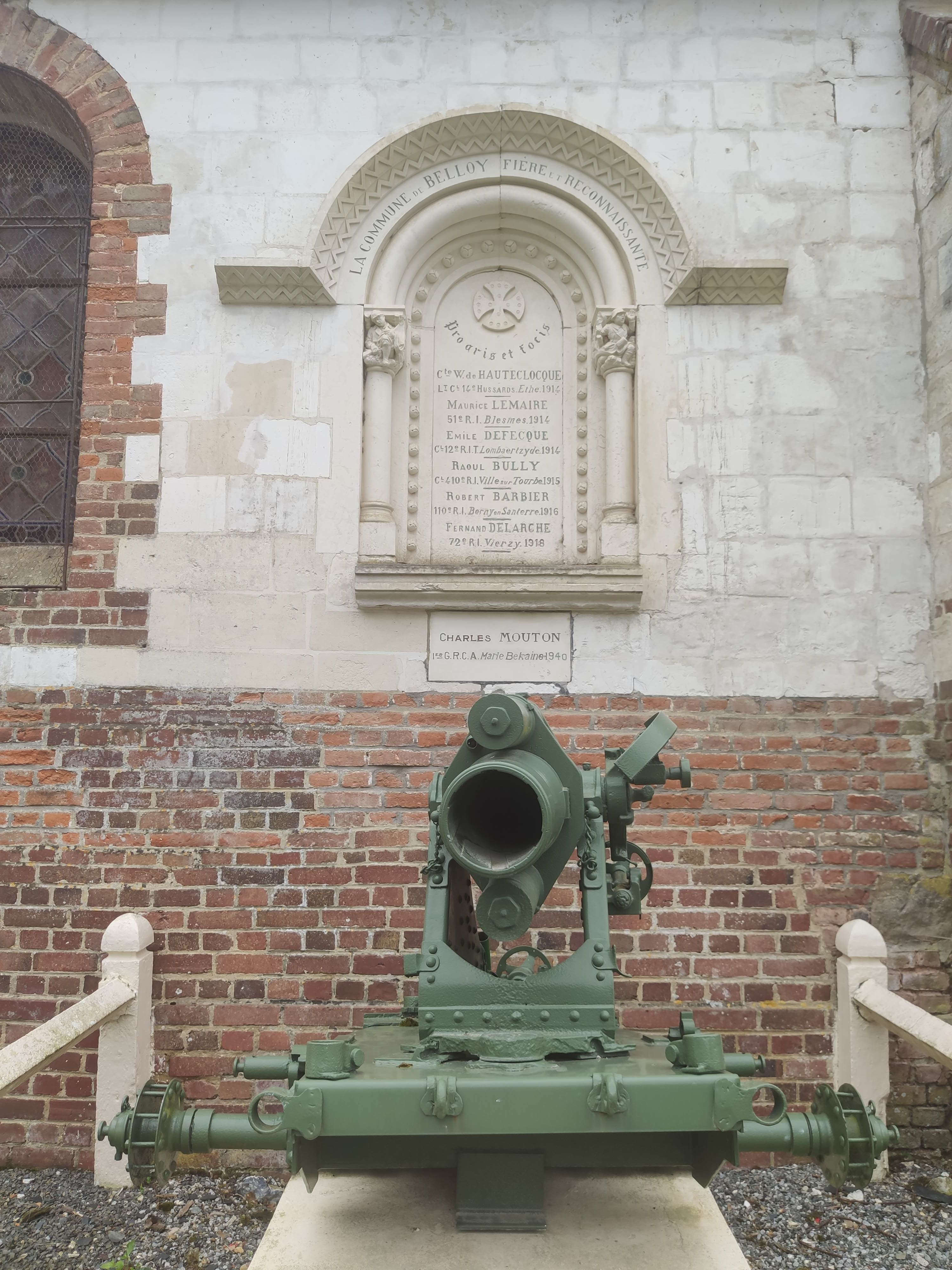
Monument aux morts.
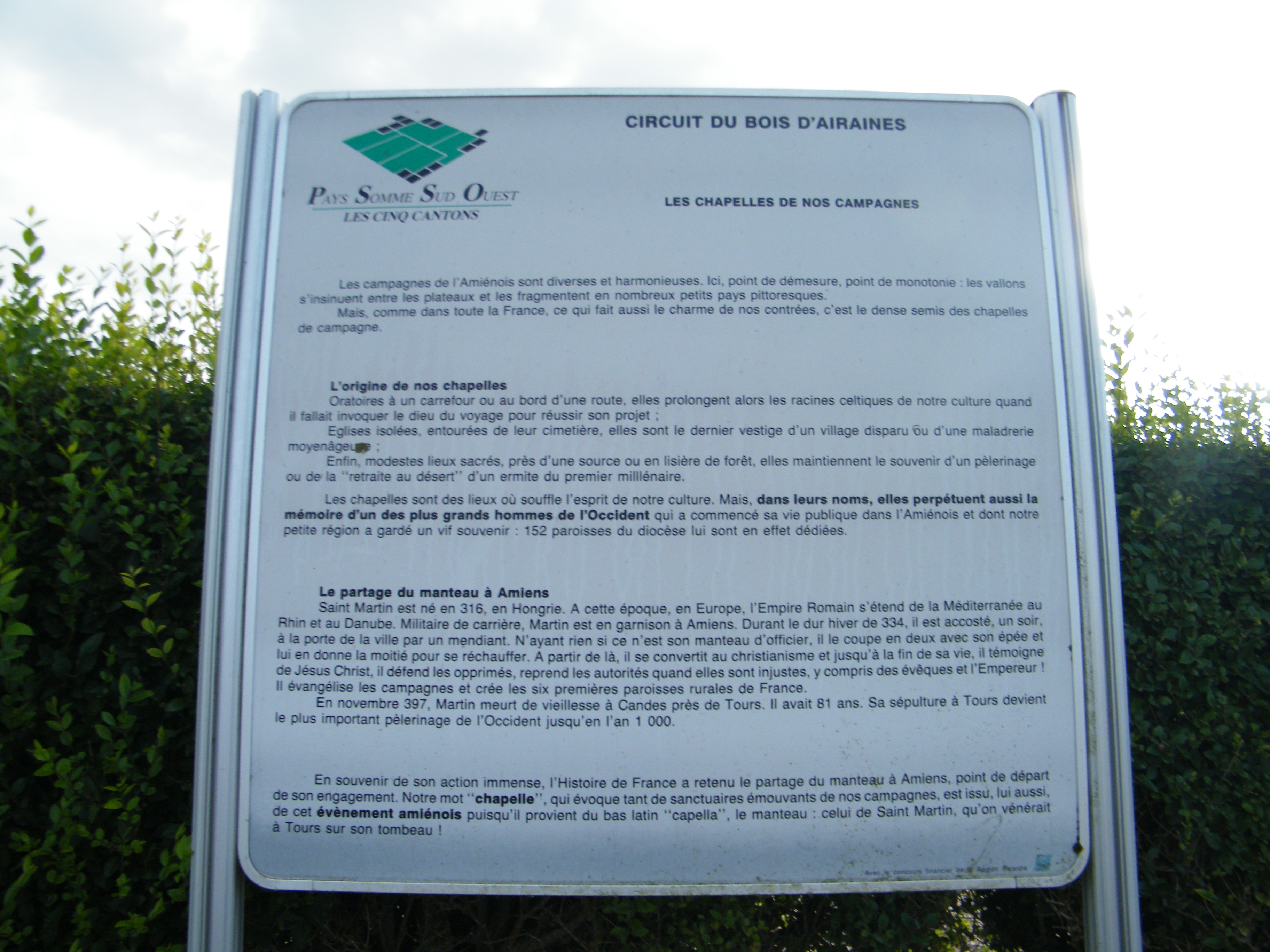
Saint-Martin et les chapelles.
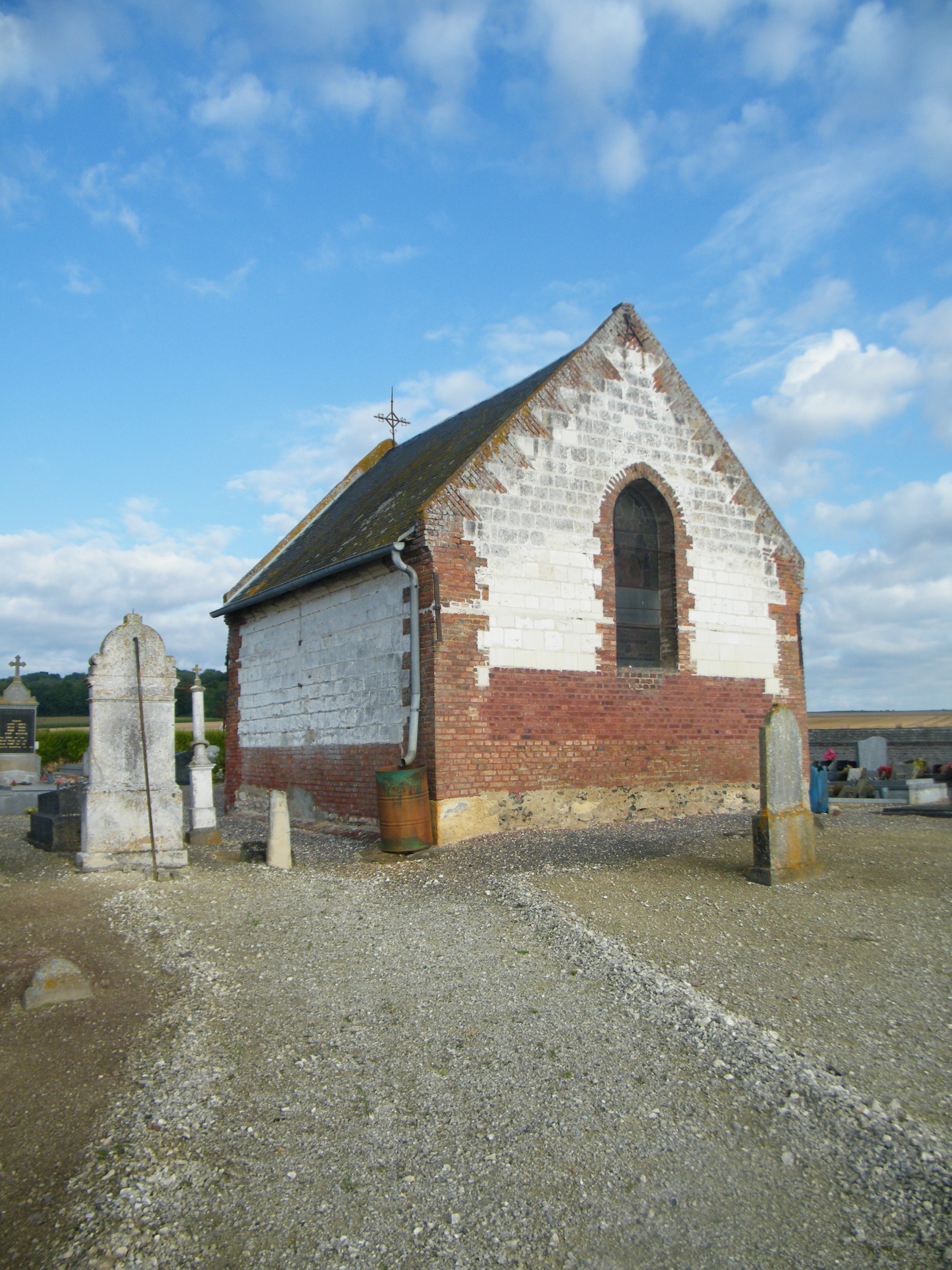
La chapelle Saint-Joseph et le cimetière.

### Personnalités liées à la commune

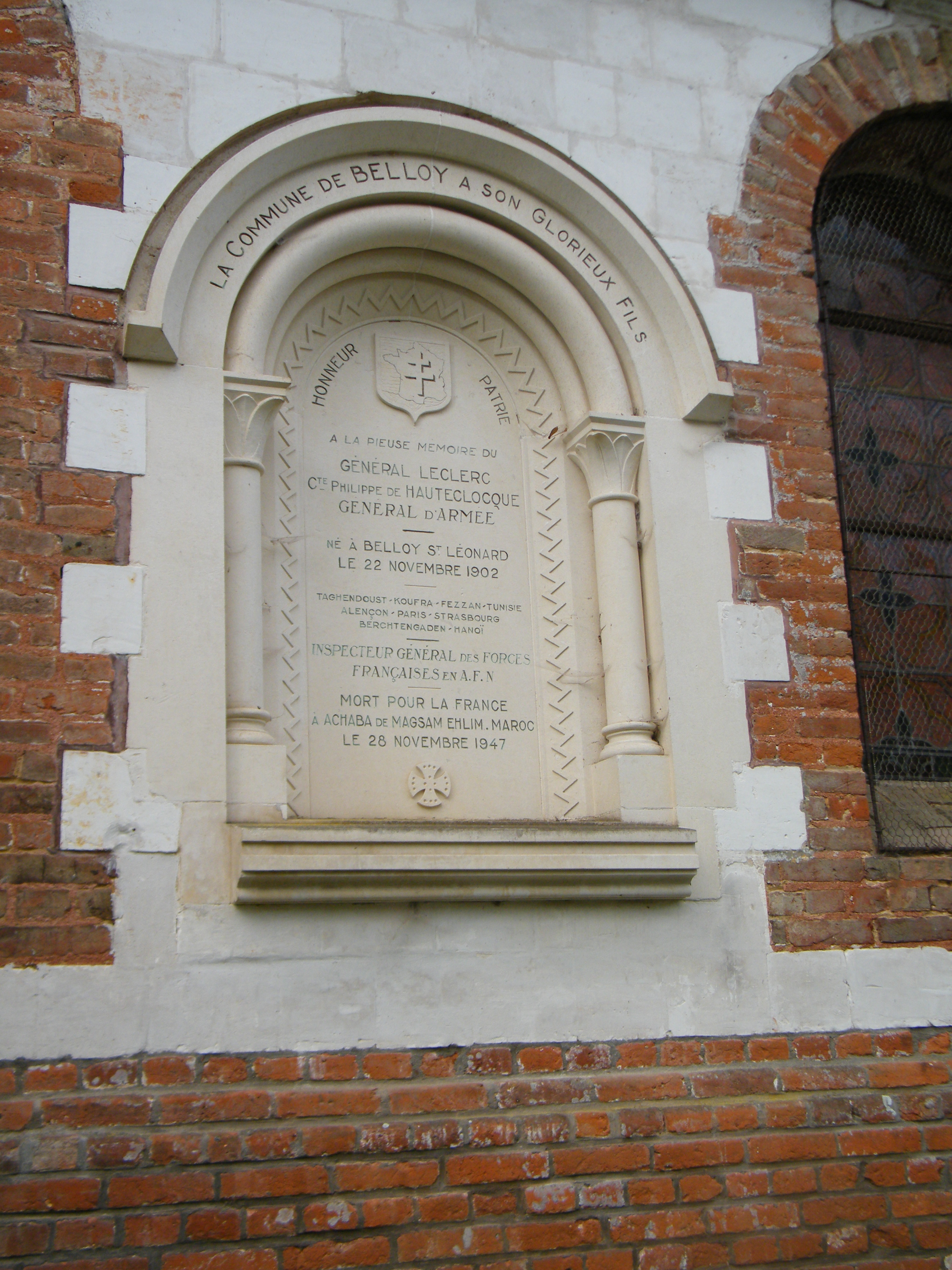
Stèle commémorative dédiée au Maréchal Leclerc, sur l'église.

- Maréchal Leclerc de Hauteclocque[33], né à Belloy-Saint-Léonard, le 22 novembre 1902. Une rue de la commune porte son nom, et une stèle a été apposée sur l'église.
- Abbé Gavois, curé de la paroisse de 1889 à 1901[34] et propriétaire d'une Panhard & Levassor Type A, P2C n°77 à partir de 1895, considérée comme la plus vieille automobile de série produite au monde et aujourd'hui exposée à la Cité de l'Automobile à Mulhouse[35],[36].

### Héraldique
|  | Les armes de la commune se blasonnent ainsi : d'argent aux trois fasces de gueules. |

## Pour approfondir